# بوبو آجودوآ
شاهزاده بوبو فرد آجودوآ (زاده ۳۰ ژوئن ۱۹۹۰) یک وکیل تفریحی اهل نیجریه ای و مدافع جوان‌ها می‌باشد.

## پیشینه و آموزش
آجودوآ ساکن ایبوسا در اوشمیلی شمالی، استان دلتا می‌باشد. وی برای تحصیلات آغازینش در مدرسه بین‌المللی لاگوس آمریکا و بعد از این برای دبیرستان در مدرسه بین‌المللی لاگوس بریتانیا تحصیل نمود. آجودوآ در سال ۲۰۱۱ از دانشگاه اسکس مدرک حقوق را کسب نمود و زین پس در سال ۲۰۱۲ از دانشکده حقوق نیجریه فارغ‌التحصیل شد.
آجودوآ تنها فرزند پسر وکیل‌های نیجریه ای، فرد آجودوآ و هون می‌باشد. پت آجودوآ پدر آجودوآ ساکن لاگوس بود در حالی که مادر آجودوآ رئیس مجلس مجلس ایالتی دلتا می باشدکه نماینده اوشمیلی نورث می‌باشد.

## حرفه
آجودوآ کار خودش را در مرکز فدراسیون فوتبال نیجریه در ابوجا شروع کرد. آجودوآ در قسمت حقوقی مشغول کار بود و در آن محال وظیفه برسی به مسائله‌های مربوط به قانون ورزش و قوانین راهنمایی کننده هیئت حاکمه فوتبال، فیفا را عهده‌دار بود. وی همچنین قراردادهای بازیکن، حل و فصل تمایزات باشگاه و بازیکن و اخذ مجوز نمایندگی را انجام می‌داد.
وی شریک اصلی بی اف ای و سی او. حقوقی می‌باشد. وی وکیل افراد معروف نیجریه ای از غبیل داویدو، فرش وی دی ام، درمو، تعیین آبراهام، پروزی و مای دی می‌باشد. هم‌خانه‌های برادر بزرگ نایجا، کید وایا، آنجل اسمیت، خافی و خلو نیز بخشی از مشتریان او می‌باشند. و همچنین دیپلمات تویین فمی فانی کایوده و کمپانی ضبط موسیقی دیودو در سرتاسر جهان. او در روزهای میانی قراردادهای سیروک، بوهومن و دورکس برای کیدویا بود. و معامله خوافی با کتاب‌های قهوه داغ انجام داد.

### دایدو
او، وادار شد چندین سری گزارش‌هایی را انتشار نماید تا از کارهای دایدو حذف گردد. یکی از آن موارد موقعی بود که ویکتور ای دی ادعا نمود که داوودو آهنگ جوو را از او دزدیده هست. آجودوآ، در گزارشی، اسم ترانه‌سرای واقعی را به نام همکار دی ام دبلیو، دینده، آشکار کرد. وی همچنین وادار شد درباره فوت عکاس داویدو هوا را حذف نماید. وی در وقت عکسبرداری با داویدو در صحنه فیلمبرداری درگذشت. آجودوآ آگاه نمودکه عکاس در وقت تلاش برای گرفتن عکس از زاویه بسیار سخت در استخر جانش را از دست داد. وی همچنین قراردادهای مارتل، اکس بت و آسپسرا را برای داویدو کسب کرد. وی پدر مدرسه ذاویدو بود در حالی که آنان در مدرسه متوسطه در بی آی اس بودند.

## بحث و جدال
آجودوآ اعتقاد خودش را ابراز نمود که ویزکید باکفایت پیروز شدن لااقل جزوی از دو جایزه ای می‌باشد که در ۶۴ مین دوره جوایز سالانه گرمی نامزد شده بود. از آن محلی که وکیل داوودو بود، و با این واقعیت که میان دایدو و ویزکید رقابت وجود دارد، دلگرم شد، نقل و انتقادات او کنش‌های گوناگونی را در بین گروه داویدو به هیجان آورد. وی همچنین بعد از منتشر نمودن فیلمی از پسرش که قلیان خودش را در حالی که در حال کشیدن سیگار هست، در فضای مجازی منتشر کرد، با واکنش عمومی مواجه شد.

## زندگی شخصی
وی با نائومی آجودوآ (اسم خانوادگی گیوا) ازدواج کرده نمود. آنان با یکدیگر صاحب یک فرزند پسر به اسم ناتانیل می‌باشند. آجودوآ نیز کودکی می‌باشد که در میم پسری که دو بطری نقل می‌کند.